# Удостоверение (фильм)
«Удостовере́ние» (англ. I.D.) — художественный фильм, поставленный режиссёром Филом Дэйвисом по сценарию Винсента О’Коннела. В основу фильма легли реальные события, развернувшиеся в ходе операции британской полиции по внедрению группы агентов под прикрытием в банду футбольных хулиганов.

## Сюжет
Дело происходит в Великобритании, где четверым полицейским удаётся задание внедриться в банду футбольных хулиганов «Собаки», чтобы установить личности главарей и тех, кто причастен к околофутбольным беспорядкам. Полицейские начинают с того, что знакомятся с членами банды в одном из пабов и решают поехать с ними на выезд за клуб второго дивизиона «Шедвел». Главный герой фильма — Джон Трэвел — решается на одном из выездов поучаствовать в беспорядках. Он быстро увлекается этим, и у него начинаются проблемы, как на работе, так и дома.

## В ролях
| Актёр           | Роль   |
| --------------- | ------ |
| Рис Динсдэйл    | Джон   |
| Ричард Грэм     | Тревор |
| Филип Гленистер | Чарли  |
| Уоррен Кларк    | Боб    |
| Клэр Скиннер    | Мэри   |
| Саския Ривз     | Линда  |
| Шон Пертви      | Мартин |
| Ли Росс         | Гамбо  |

## Оценки
Несмотря на то что фильм обрёл популярность, автор сценария Винсент О’Коннел остался им недоволен. Он рассчитывал, что картина с одной стороны поразит и шокирует публику, а с другой — возымеет на неё художественное воздействие, однако второй цели, по мнению О’Коннела, режиссёру достичь не удалось. Тем не менее с годами, под влиянием восторженных отзывов о фильме, сценарист смягчил к нему своё отношение и спустя двадцать лет написал сценарий сиквела (ID2: Shadwell Army), вышедшего на экраны в 2016 году.